# Première guerre italo-éthiopienne
Guerre d'Abyssinie
Pour l’article homonyme, voir Seconde guerre italo-éthiopienne.
Batailles
- Coatit
- Senafé
- Amba Alagi
- Meqelé
- Adoua

La première guerre italo-éthiopienne (connue aussi comme la guerre d'Abyssinie) se déroule parallèlement à la création de la colonie italienne d'Érythrée entre 1885 et 1896. Durant ces dix années, l’Italie agrandit régulièrement ses possessions en Abyssinie. Elle est opposée d’abord aux armées du Négus Yohannes, dirigées en particulier par Ras Alula. Après la mort de Yohannes à la bataille de Matamma contre les Soudanais le 9 mars 1889, le nouveau Negusä Nägäst (Roi des Rois) d'Éthiopie, Menelik II du Shewa, met quelques années à conforter son pouvoir. Il est initialement soutenu par la France, timidement ; et par l'Italie après le traité de Wëchale de mai 1889, qu'il dénonce en février 1893. Cette période fut mise à profit par les Italiens pour agrandir leur territoire. Dès la fin de 1890 cependant, Menelik II affirme sa souveraineté sur la scène internationale par une « lettre circulaire » aux puissances européennes ; en juin 1894, il soumet complètement le Tigré.
À partir de 1893, les éléments d’un nouvel affrontement militaire sont en place entre l’Italie et l’Éthiopie. Les Italiens ont d'abord l'avantage mais, le 1er mars 1896, la victoire éthiopienne lors de la bataille d'Adoua met un coup d'arrêt à leur avancée. L’Éthiopie devient alors la seule puissance africaine à avoir contenu durablement une expansion européenne à la fin du XIXe siècle. Elle ne peut cependant empêcher l’Italie de conserver les côtes et plateaux de l’Érythrée lors des négociations qui s'ensuivent.

## Contexte

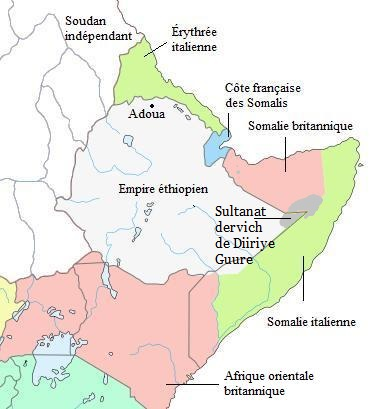
La Corne de l'Afrique en 1896, avant Adoua (frontières actuelles).
Territoires italiens
Territoires français
Territoires britanniques
Territoires allemands
Territoires belges

Durant la seconde moitié du XIXe siècle, les puissances européennes colonisent la plus grande partie du continent africain. Leurs armées subissent parfois de graves défaites, comme à la bataille d'Isandhlwana en 1879 pour les Britanniques, mais aucun de ces revers n'entraîne l'abandon des ambitions coloniales occidentales.
Avec l’ouverture du canal de Suez en 1869, la Corne de l'Afrique occupe une place stratégique et la région attire toutes les convoitises.
Le royaume d'Italie, qui achève son unité en 1871, entre relativement tard dans la course à l'Afrique. Il s'implante en Afrique de l'Est le 15 novembre 1869, lorsque la Società di Navigazione Rubattino achète la baie d'Assab au sultan local,. Le 5 juillet 1882, le gouvernement italien prend le contrôle du port d'Assab par décret puis, trois ans plus tard, du port de Massaoua et s'étend vers l'intérieur ; la colonie d'Érythrée est formée le 1er janvier 1890. Durant les années 1880, l'Italie acquiert également divers territoires sur la côte du Benadir auxquels elle impose un protectorat le 3 août 1889. Elle cherche ensuite à étendre son influence en envahissant l'Éthiopie en 1895-1896.
De leur côté, les Britanniques occupent Zeilah et Berbera en 1885. Par ailleurs, l'Angleterre tente de développer son implantation en Égypte et ambitionne de contrôler l'ensemble du bassin du Nil. En 1896, au Soudan voisin, les mahdistes résistent toujours à l'envahisseur britannique mais finissent par céder en 1898 ; la même année, la France doit reculer face aux Britanniques à Fachoda, sur le Nil, renoncer à contrôler un axe est-ouest du continent africain et réduit donc ses ambitions territoriales en Éthiopie.
Au cours de la guerre égypto-éthiopienne de 1872-1877, l’Éthiopie repousse finalement les assauts égyptiens. Cette victoire est mise à profit par le dirigeant éthiopien Yohannes pour assurer sa domination sur l’intérieur. Menelik, du Shewa, se soumet en mars 1878, Wäldä Mikael en décembre 1878. Après la prise de contrôle de l’Égypte par le Royaume-Uni en juillet 1882, les troupes égyptiennes sont défaites par les armées soudanaises dirigées par Muhamed Ahmas ben Abdallah, en particulier à la bataille de Shaykan en novembre 1883 ; Khartoum tombe en janvier 1885. L’Angleterre décide l’évacuation du Soudan, et envoie l’amiral William Hewett en Abyssinie. Il signe le 3 juin 1883 un accord avec Yohannes qui prévoit une assistance éthiopienne à l’évacuation par le Tigré et Massawa des garnisons du Soudan, en échange de facilités sur les côtes.
Mais lorsqu’en octobre 1884, la Grande-Bretagne décide l’évacuation de Massawa par l’Égypte, de crainte d’une installation française elle propose à l’Italie, présente à Assab officiellement depuis 1882, de la remplacer. En conséquence, le 5 février 1885, des troupes italiennes s’installent à Massawa, dont l’Italie prend le plein contrôle en décembre. À partir de ce moment, l’Italie devient une puissance territoriale dans le Nord de l’Éthiopie.

## Déroulement du conflit

### Les premiers affrontements, 1885-1889

#### La bataille de Dogali
Le 26 janvier 1887, les Italiens subissent une défaite, militairement assez mineure, face aux troupes du Ras Alula à la bataille de Dogali. Ils réoccupent la position en février 1888 et résistent alors à une nouvelle attaque.

### La période intermédiaire, 1889-1893

#### Le traité de Wouchalé

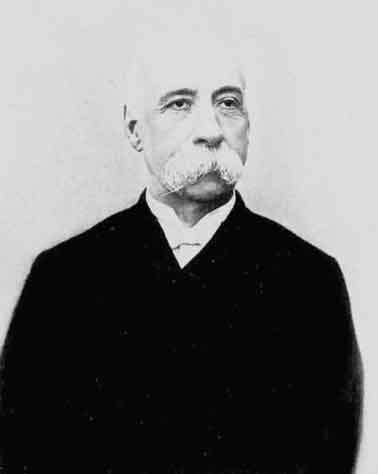
Francesco Crispi, président du Conseil du royaume d'Italie de 1893 à 1896.

Les relations entre l'Empire éthiopien et l'Italie sont initialement cordiales ; un traité d'amitié et de commerce est signé en mai 1883. Un traité d'amitié et d'alliance s'y substitue en octobre 1887, puis un traité signé dans le village de Wouchalé, dit de paix perpétuelle et d'amitié, le 2 mai 1889. Ce dernier, signé deux mois après le décès de Yohannès IV, concède des avantages notables aux deux parties : aussi bien envers Ménélik II, qui cherche à légitimer son accession au trône, qu'envers les Italiens qui consolident leurs positions dans la Corne de l'Afrique, notamment dans la région des hauts plateaux tigréens d'Hamassen. Un des articles du traité, l'article 17, joue un rôle décisif dans la suite des événements. En effet, les deux versions du traité, l'une en amharique, la seconde en italien, diffèrent dans leur traduction : si dans la version éthiopienne, l'Empire éthiopien se réserve la faculté de se servir des agents du gouvernement italien pour ses relations avec les puissances européennes, la version italienne rend ce recours obligatoire, plaçant de fait l'Éthiopie sous protectorat italien.
Le 11 octobre 1889, Francesco Crispi, ministre italien des Affaires étrangères, informe les représentants italiens à l'étranger, qu'en vertu de l'article 34 de l'acte général de la conférence de Berlin et de l'article 17 du traité de Wouchalé, il est convenu que « Sa Majesté le Roi d'Éthiopie fasse usage de Sa Majesté le Roi d'Italie pour la conduite de toutes les affaires qu'il pourrait avoir avec les autres Puissances ou Gouvernements ». La référence à la conférence de Berlin indique clairement aux puissances européennes la mise sous protectorat de l'Éthiopie, ce que les autres puissances coloniales ne contestent nullement.
L'affaire n'est connue en Éthiopie que le 14 décembre 1889, lorsque, recevant une réponse des gouvernements anglais et allemands à l'une des requêtes, ceux-ci répondent à Ménélik II qu'ils ne peuvent accepter de communication directe provenant d'Éthiopie. La manipulation est dénoncée dans une lettre de Ménélik II au roi Humbert Ier d'Italie le 22 septembre 1890. Ménélik II met alors fin à tout lien d'intérêt unissant l'Éthiopie à l'Italie en remboursant les crédits accordés par l'Italie, négociés par le ras Makonnen, et commence par rembourser le prêt de 2 millions de lires accordé. Prenant avantage des délais inhérents aux relations diplomatiques, Ménélik II fait importer de grandes quantités d'armes à feu de France, de Russie et de Belgique.
Le traité de Wouchalé est dénoncé le 12 février 1893. Le lendemain, une lettre écrite aux puissances européennes informe que l'Éthiopie rejette toute forme de protectorat,.

### L'affrontement final, 1894-1896

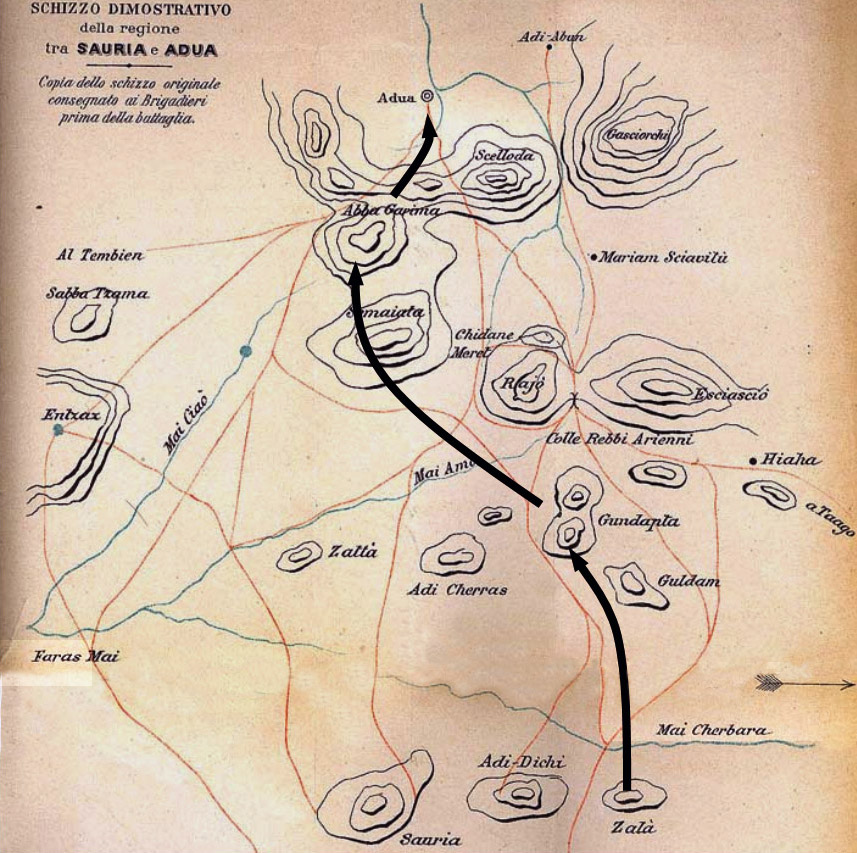
Progression des campements des troupes de Ménélik II dans les jours qui précèdent la bataille d'Adoua.

En cette même année 1893, en Italie, l’ancien ministre des affaires étrangères, Francesco Crispi, devient Premier ministre. Le pays traverse une période de crise intérieure, résultant de révoltes paysannes et de mouvements sociaux grandissants. Crispi interdit toute organisation de forme socialiste et tous syndicats de paysans et de travailleurs ; des milliers d'Italiens se retrouvent privés de leurs droits civiques. Durant l'année 1895, il dirige le pays d’une main de fer sans consulter le Parlement et est reconduit au pouvoir avec une large majorité.
Les affrontements entre l'Éthiopie et l'Italie qui suivent la dénonciation du traité, débutent à la fin de l'année 1894, lorsque Bahta Hagos, un Dejazmach d'Akkele Guzay en Érythrée, entre en rébellion contre l'ordre colonial.

#### La bataille de Coatit
L'armée italienne sous les ordres du général Oreste Baratieri est à la recherche des troupes abyssines depuis une quinzaine de jours. Elle surprend ces dernières à l'aube du 13 janvier 1895, alors qu'elles sont au bivouac, dans une vallée. Un moment débordés, les Éthiopiens sous les ordres du Ras Mengesha, gouverneur du Tigré, fils de Yohannes IV, se reprennent, et parviennent à contenir les assaillants et à les repousser. Baratieri ordonne le repli, qui s'effectue en bon ordre, regroupe ses hommes sur une crête et établit une ligne de feu très efficace. La fusillade dure jusqu'au lendemain. Dans la matinée du 14, vers 10 heures, le Ras Mangasha dont les forces ont beaucoup souffert donne le signal de la retraite.
Le 15 janvier 1895, l'armée italienne qui poursuit les troupes tigréennes du ras Mengesha Yohannes, les rattrape à Senafé et leur inflige un nouveau revers.
À la suite de leur victoire, les Italiens occupent de larges parties du Tigré, à Adigrat, Mékélé et Amba Alagi.
Au cours d'une allocution devant la Chambre italienne des députés le 29 juillet 1895, Francesco Crispi reçoit une « approbation cordiale » sur le budget des affaires étrangères à l'exception de l'extrême-gauche. Le projet est présenté comme visant à assurer « la sauvegarde des frontières italiennes et la paix ».
En Éthiopie, un appel à la mobilisation générale contre les forces coloniales est lancé le 17 septembre 1895. En l'espace de deux mois, une centaine de milliers de soldats sont rassemblés en des points stratégiques du pays (Addis-Abeba, Were Ilu, Ashenge, et Mékélé).

#### La bataille d'Amba Alagi

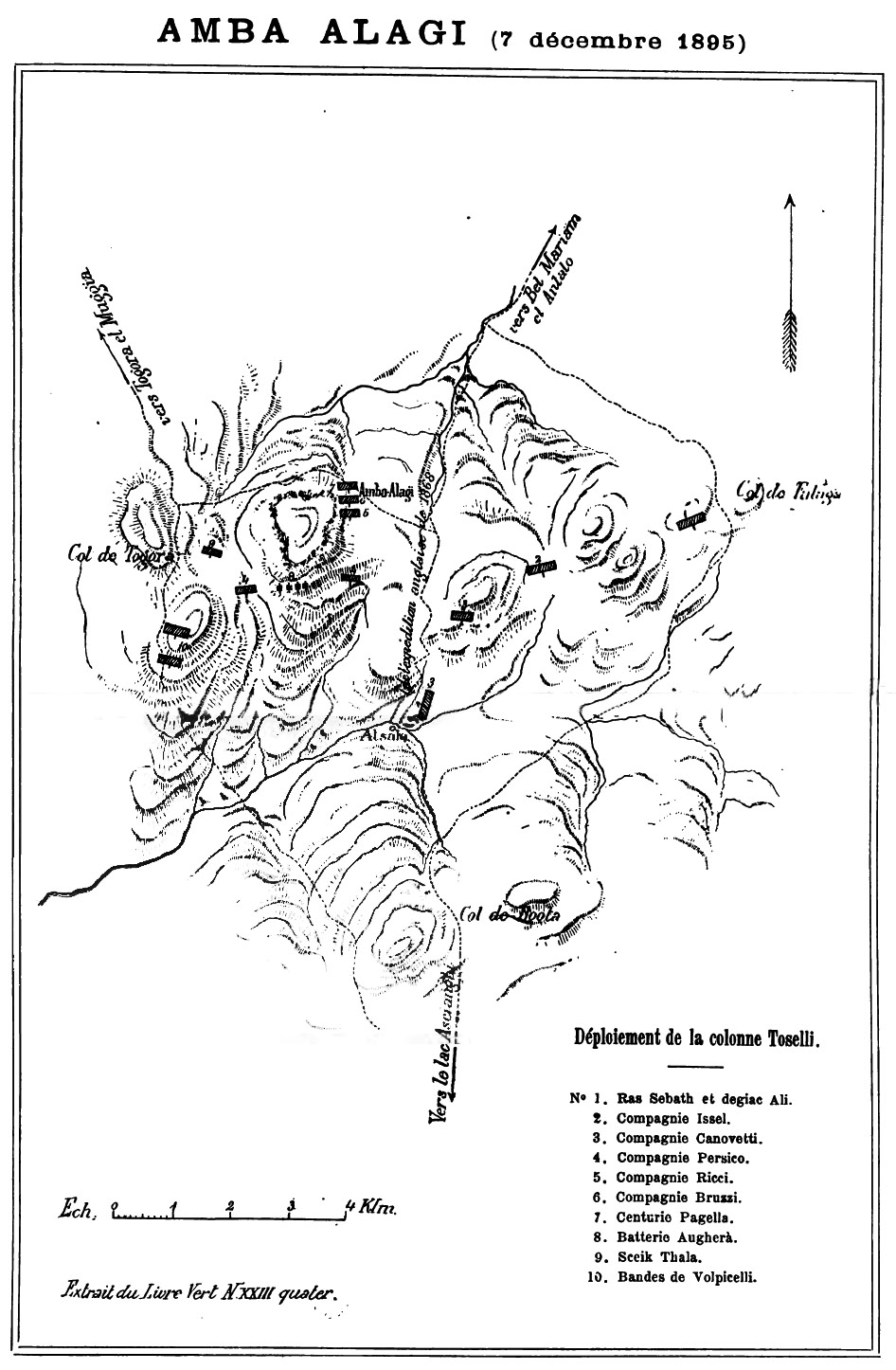
Carte de la bataille d'Amba Alagi.

Les forces éthiopiennes se dirigent vers le nord du pays et la région du Tigré. Elles rencontrent une position avancée des troupes italiennes conduites par le Major Toselli et composée de 2 000 askaris érythréens, à Amba Alagi.
Le 7 décembre 1895, le ras Makonnen, Welle Betul et Mangesha Yohannes mènent l'assaut.
Accompagné des troupes du Qegnazmach Tafesse, le Fitawrari Gebeyehu lance une attaque, désobéissant ainsi aux ordres. Le 7 décembre 1895, les forces italiennes et un renfort de 5 000 soldats sont chassés et mis en déroute. Le major Toselli est tué.
La poursuite de la marche vers les positions italiennes s'effectue alors dans l'anticipation constante d'une confrontation.
Une dépêche italienne publiée le 15 décembre 1895 montre que les Italiens ont connaissance de mouvements de troupes éthiopiens progressant suivant deux colonnes : l'une dirigée vers Adoua sous les ordres du ras Alula et l'autre se dirigeant vers Asmara, tenue par le général Arimondi, impliquant au total plus de 100 000 hommes.
Le 16 décembre 1895, le gouvernement italien annonce une augmentation du budget pour la campagne en Éthiopie de 16 à 20 millions de lires sur les 7 prévus initialement. Devant la Chambre des députés, l'opposition développe ses interventions visant à renverser le gouvernement, Francesco Crispi est fréquemment interrompu par les radicaux, à qui il reproche leur « comportement intempéré et anti-patriotique » ; le New York Times indique que les débats à l'assemblée sont « fortement agités ». Le même jour un navire italien quitte le port de Naples pour Massaoua avec à son bord un renfort de 1 460 hommes ; la foule manifeste un « grand enthousiasme ». Le général Dabormida est envoyé le 12 janvier 1896 à la tête d'une brigade d'infanterie soutenir les troupes de Baratieri.

#### La bataille de Mekele

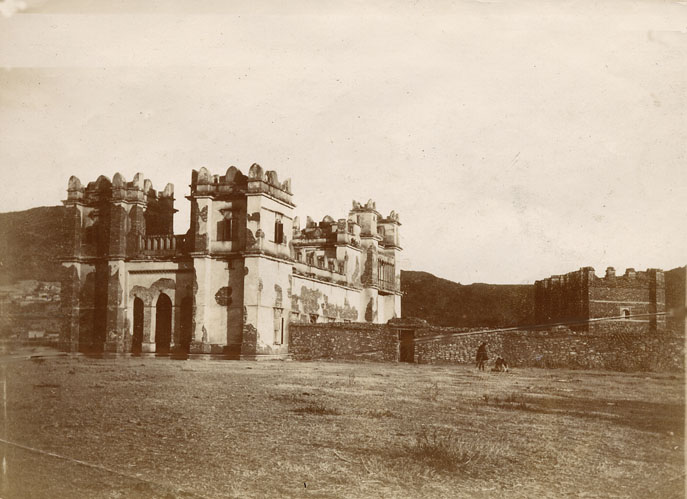
Le fort de Mekele en 1896.

Le 7 janvier 1896, les troupes des ras rencontrent une nouvelle fortification des Italiens à Mékélé, capitale du Tigré. Les Éthiopiens encerclent la fortification qu'ils assiègent et canonnent pendant deux semaines avant reddition de l'ennemi le 21 janvier 1896.
Ménélik II décide de contourner Adigrat. Les campements s'établissent successivement dans les villes d'Agula, Genfel, Hawzen, Harhar, WereA, Tsadiya, Zata, Gendebeta, Hamassen, Aba Gerima Gult, puis, début mars, à Adoua.
Le général Oreste Baratieri aperçoit les troupes de Menelik le 7 février 1896, mais ne déclenche pas l'offensive.
Furieux, Crispi envoie, le 28 février, un télégramme à Baratieri lui ordonnant d'engager le conflit,.

#### La bataille d'Adoua
Le 1er mars 1896, une armée italienne est défaite à Adwa, de nombreux soldats italiens et érythréens sont faits prisonniers.

## Les conséquences de la Première Guerre italo-éthiopienne
Le bilan de la guerre varie en fonction des historiens italiens, éthiopiens et étrangers, pour les deux parties (Éthiopiens et Italiens) entre 27 000 et 100 000 morts, les victimes civiles étant souvent négligées dans les décomptes, tout comme les disparus. De nombreux soldats italiens sont décédés par la suite, des conséquences des maladies tropicales (paludisme…).
Globalement, les cadres de l'armée coloniale italienne avaient une très mauvaise connaissance de la Corne de l'Afrique, colonisée depuis une période très récente, ne connaissant que très partiellement les mœurs et coutumes locales ni les traditions militaires et guerrières de zones tribales.
Contrairement à des pays comme la Grande-Bretagne ou la France qui avaient une longue présence en Afrique, l'armée italienne manquait d'une réelle expérience coloniale. Impossible avant l'unité italienne de 1860, la présence en Afrique de l'Italie remontait seulement aux années 1870, avec les débuts de la conquête de l'Érythrée en une zone restreinte depuis Assab (conquête achevée en 1893) ; entre 1885 à 1889, les Italiens se trouvaient en Somalie, donc, depuis une période de quelque 25 années tout au plus.
À l'époque, l’Éthiopie était un pays difficile d'accès pour un Européen, encore très mal connu, avec des routes quasi inexistantes, ou en terres battues, à travers des reliefs accidentés et des zones de hautes montagnes favorables aux guérillas. Les faibles infrastructures n'étaient pas en faveur d'une progression rapide des armées coloniales italiennes et de leur matériel (mitrailleuses, convois avec chevaux).
Vu le faible niveau sanitaire des régions colonisées, les soldats italiens furent de plus en plus confrontés à des maladies endémiques (paludisme, entre autres), cause de nombreux décès.
La barrière de la langue entre les officiers et soldats italiens et les soldats coloniaux ascaris, colonisés depuis une date récente, fut très importante pour expliquer les raisons de la défaite des Italiens. La présence des cadres militaires italiens était trop récente pour qu'ils aient appris les langues indigènes des colonies déjà italiennes : somali, tigrinya, tigré, arabe… Les soldats ascaris, pourtant issus des colonies italiennes de Somalie et d’Érythrée, ne savaient pas parler italien. Les ordres étaient le plus souvent donnés en arabe, langue véhiculaire des côtes d'Afrique de l'Est, ou en mots swahili, utilisés dans les centres militaires par des cadres coloniaux italiens. Il y avait souvent des erreurs dans les interprétations des ordres, qui pouvaient avoir de graves conséquences.